# Amai
Amai is een uitroep die veel gebruikt wordt in Vlaanderen en Zeeuws-Vlaanderen.
De betekenis van amai is te vergelijken met de Nederlandse uitdrukking oei! of jeetje en wijst op een zekere verbazing. Het is niet ongebruikelijk om deze woorden te herhalen of te laten volgen door zeg. "Amai, amai, amai"; "Amai, zeg!"
In het Woordenboek der Nederlandsche Taal is het terug te vinden als het in onbruik geraakte tussenwerpsel amij, amy of ammy (gevormd uit ah en het persoonlijk voornaamwoord mij) als uitroep van leedgevoel of verontwaardiging, van smart, pijn, afkeer, medelijden enz. Een voorbeeld van het gebruik, door Vondel in 1620: Wat word my bange. ick zwijm. ick sterf. het herte ontzijght. Staetdochters, reycktme. Amy!